# Elixabete Capa
Elixabete Capa Cía (San Sebastián, 20 marzo 1978) è un'ex calciatrice e allenatrice di calcio spagnola, di ruolo portiere.

## Palmarès

### Competizioni nazionali
- Campionato spagnolo: 3

Athletic Bilbao: 2002-2003, 2003-2004, 2004-2005